# 车和札
车和札（1847年—？），巴尔虎蒙古族，清末黑龙江将军辖下呼倫貝爾部（今内蒙古自治区呼伦贝尔市）人，新巴尔虎右翼总管。清末民初呼伦贝尔独立运动领导人之一。

## 生平
道光二十七年（1847年），车和札出生。后来，车和札成为记名总管、蓝翎佐领。
光绪二十九年闰五月二十八日，署理黑龙江将军萨保奏：“窃查呼伦贝尔新巴尔虎右翼总管札木萨兰多尔济休致遗缺，查有该处应补之记名总管、蓝翎佐领车和札，现年五十七岁……经镶黄旗蒙古都统衙门于二十八年二月初七日带来引见，奉旨‘记名，钦此’钦遵在案……相应请旨俯准将札木萨兰多尔济遗出总管一缺，恳请以车和札补授。”奉朱批 ：“著照所请，该衙门知道。”自此，车和札补授新巴尔虎右翼总管。
1911年外蒙古独立，成立“大蒙古国”。1911年12月29日，第八世哲布尊丹巴呼图克图在库伦登基称“额真汗”。1912年1月中旬，呼伦贝尔的额鲁特总管胜福、新巴尔虎右翼总管车和札、索倫左翼总管成德等率先响应外蒙古独立。胜福于1月15日率兵占领呼伦城，宣布呼伦贝尔独立，加入大蒙古国，成立呼伦贝尔自治政府。民国元年（1912年）2月4日，车和札率蒙俄联军攻占胪滨府（今满洲里），之后驻扎该地，自任统领，归附呼伦贝尔自治政府，呼应外蒙古独立。随后，内扎萨克蒙古各旗也受到影响，当时内蒙古六个盟共四十九个旗中，便有三十六个旗宣布归附库伦的大蒙古国政府。
呼伦贝尔独立后，车和札被库伦的大蒙古国政府封为“蓝翎呼伦贝尔协办大臣辅国公”。1917年，巴布扎布的部下色布精额率军攻占呼伦城，丁巳年兵变爆发，胜福避往齐齐哈尔。色布精额占领呼伦城后，废除了呼伦贝尔副都统衙门，设立呼伦贝尔提督府；车和札出任呼伦贝尔提督府提督。两个多月之后，俄国同大蒙古国一起出兵，帮呼伦贝尔各部军队驱逐了带有日本背景的色布精额部。